# Chetma
Chetma (în arabă شتمة) este o comună din provincia Biskra, Algeria.
Populația comunei este de 13.699 de locuitori (2008).